# جبن لينكولنشاير بواتشر

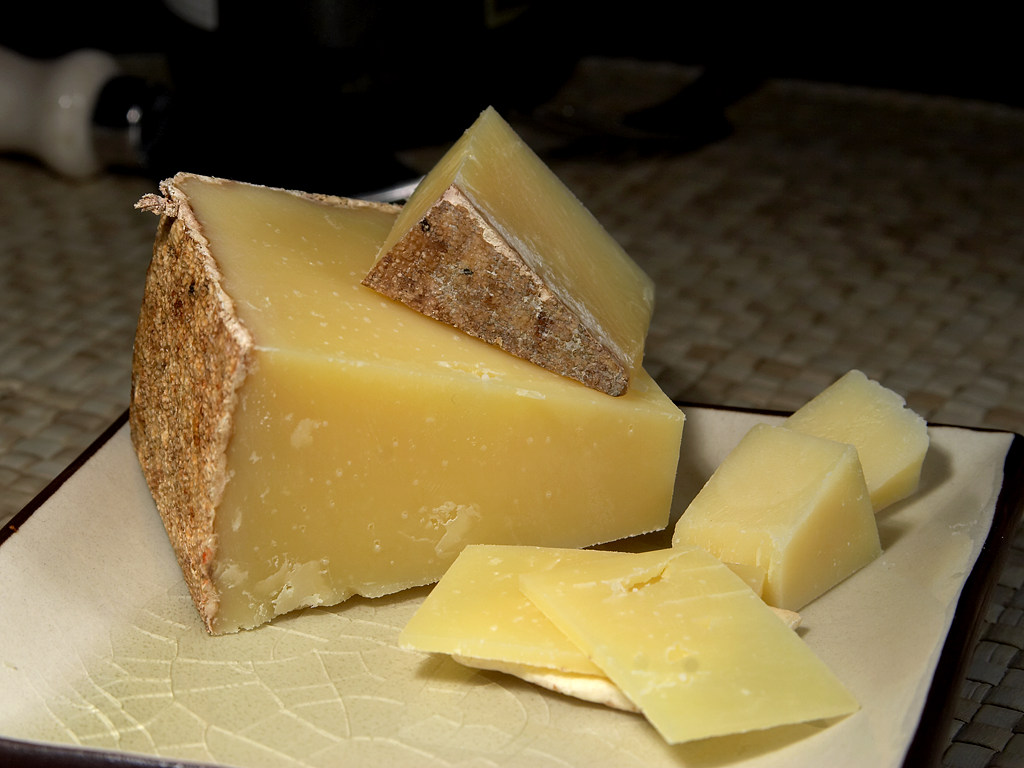
جبن لينكولنشاير بواتشر

لينكولنشاير Poacher هو جبن من حليب البقر الصلب غير المبستر يكون عادةً بشكل أسطواني ولديه قشره تشبه الجرانيت في مظهرها. ولقد تمت صناعتها في مزرعه جرانج في ألسيبي، في المدينة التاريخيه ألفورد، شمال لينكولنشاير في دولة إنجلترا، بواسطة صانع الجبن المحترف ريتشارد تاج. ينضج الجبن لمدة تتراوح بين 14 و 24 شهرًا، اعتمادًا على وقت جمع الحليب.